# 54852 Mercatali
54852 Mercatali este un asteroid din centura principală de asteroizi.

## Descriere
54852 Mercatali este un asteroid din centura principală de asteroizi. A fost descoperit pe 22 iulie 2001 la San Marcello Pistoiese de Luciano Tesi și Maura Tombelli. Asteroidul prezintă o orbită caracterizată de o semiaxă mare de 2,14 ua, o excentricitate de 0,08 și o înclinație de 2,2° în raport cu ecliptica.